# لينغ جونغ
لينغ جونغ هو منافس ألعاب قوى صيني، ولد في 1978.